# Ōmāui Island
Ōmāui Island ist eine kleine Insel in der Foveaux Strait im Süden der Südinsel von Neuseeland.

## Geographie
Die Insel befindet sich westlich des Eingangs zum New River Estuary, rund 13,5 km südwestlich von Invercargill entfernt. Lediglich 125 m der Küste vorgelagert, erstreckt sich die von Felsen umsäumte Insel in einer Länge von rund 360 m in Nordwest-Südost-Richtung und einer maximalen Breite von rund 315 m in Nordnordost-Südsüdwest-Richtung. Bei einer Flächenausdehnung von rund 4,2 Hektar erhebt sich die Insel bis zu 20 m auf dem Meer.